# Greatest Hits Tour (Avril Lavigne)
El Greatest Hits Tour fue una gira de conciertos de la artista canadiense Avril Lavigne. Comenzó el 22 de mayo de 2024 en Vancouver, Canadá, y está previsto que concluya el 29 de junio de 2025 en Oro-Medonte, Canadá. Diseñada para promocionar la discografía de Lavigne, la mayoría de los conciertos de la gira Greatest Hits Tour tuvieron lugar en Norteamérica, mientras que sus fechas en Europa consistieron principalmente en apariciones en festivales.

## Antecedentes
Durante 2022 y 2023, Lavigne emprendió su gira Love Sux Tour, promocionando su séptimo álbum de estudio, Love Sux (2022). Esta gira abarcó Asia, Europa, Norteamérica y Sudamérica. A finales de 2023, Lavigne anunció una serie de fechas en festivales europeos, acompañadas de conciertos individuales selectos, incluyendo actuaciones en Pula, Croacia, y Cardiff, Gales. En enero de 2024, anunció una lista de fechas de la gira por Estados Unidos y Canadá, bautizándola oficialmente como "Greatest Hits Tour".
El 2 de diciembre de 2024, se anunció que la gira se extendería con una etapa adicional, con conciertos por Estados Unidos y Canadá hasta mayo y junio de 2025. Lavigne tiene previsto ofrecer una combinación de conciertos en estadios y arenas, con una aparición en un festival programada para el 29 de junio en el All My Friends Fest.

## Lista de canciones

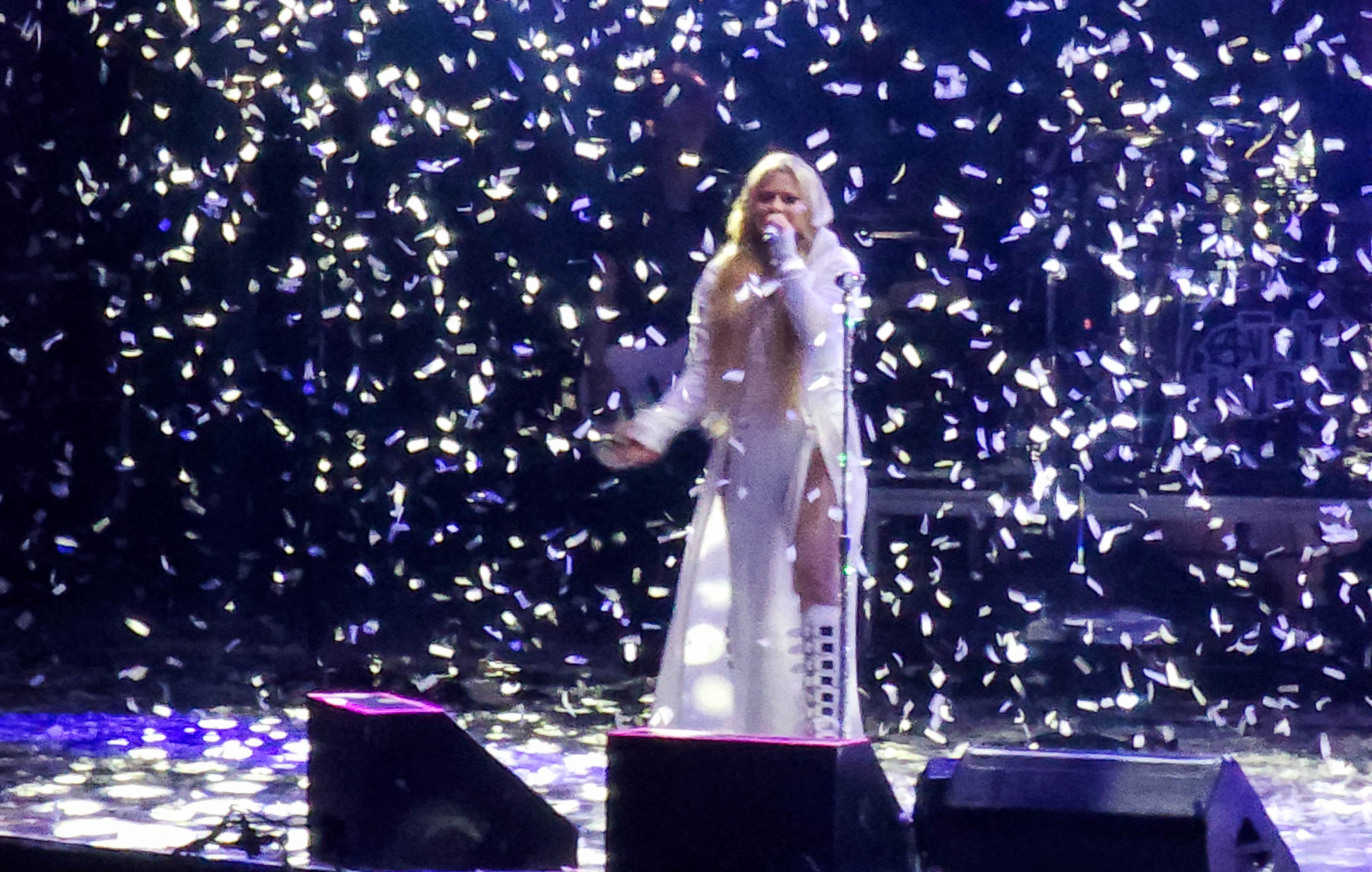
Lavigne interpretando "I'm with You"

Esta lista de canciones fue la que hizo la cantante en el concierto de  Vancouver el 22 de mayo de 2024. Esta no representa una lista de canciones oficial durante su gira.
1. "Girlfriend"
2. "What the Hell"
3. "Complicated"
4. "Smile"
5. "Here's to Never Growing Up"
6. "My Happy Ending"
7. "He Wasn't"
8. "Don't Tell Me"
9. "When You're Gone"
10. "Fake as Hell"
11. "Bite Me"
12. "Love It When You Hate Me"
13. "Sk8er Boi"
Final
14. "Head Above Water"
15. "I'm with You"

## Fechas
| Fecha (2024)     | Ciudad                   | País            | Lugar                                  | Acto de apertura                 | Asistencia | Monetización |
| ---------------- | ------------------------ | --------------- | -------------------------------------- | -------------------------------- | ---------- | ------------ |
| 22 de mayo       | Vancouver                | Canadá          | Rogers Arena                           | All Time Low Royal & The Serpent | 12,749     | $840,958     |
| 25 de mayo       | Auburn                   | Estados Unidos  | White River Amphitheatre               | All Time Low Royal & The Serpent | 15,589     | $789,645     |
| 26 de mayo       | Ridgefield               | Estados Unidos  | RV Inn Style Resorts Amphitheater      | All Time Low Royal & The Serpent | 14,936     | $641,237     |
| 28 de mayo       | Mountain View            | Estados Unidos  | Shoreline Amphitheatre                 | All Time Low Royal & The Serpent | 19,380     | $1,004,036   |
| 30 de mayo       | Inglewood                | Estados Unidos  | Kia Forum                              | All Time Low Royal & The Serpent | 13,402     | $1,252,209   |
| 1 de junio       | Las Vegas                | Estados Unidos  | MGM Grand Garden Arena                 | All Time Low Royal & The Serpent | 10,645     | $1,029,439   |
| June 2           | Phoenix                  | Estados Unidos  | Talking Stick Resort Amphitheatre      | All Time Low Royal & The Serpent | 18,242     | $789,608     |
| 14 de junio      | Hradec Králové           | República Checa | cs                                     |                                  |            |              |
| 15 de junio      | Nickelsdorf              | Austria         | Pannonia Fields                        |                                  |            |              |
| 17 de junio      | Pula                     | Croacia         | Pula Arena                             | Kraj Programa                    | —          | —            |
| 21 de junio      | Landgraaf                | Países Bajos    | Megaland Park                          |                                  |            |              |
| 22 de junio      | Scheeßel                 | Alemania        | de                                     |                                  |            |              |
| 23 de junio      | Neuhausen ob Eck         | Alemania        | TakeOff Gewerbepark                    |                                  |            |              |
| 27 de junio      | Odense                   | Dinamarca       | Tusindårsskoven                        |                                  |            |              |
| 29 de junio      | Bedford                  | Reino Unido     | Bedford Park                           |                                  |            |              |
| 30 de junio      | Pilton                   | Reino Unido     | Worthy Farm                            |                                  |            |              |
| 2 de julio       | Cardiff                  | Gales           | Cardiff Castle                         | Phem Simple Plan                 | —          | —            |
| 3 de julio       | Manchester               | Reino Unido     | Castlefield Bowl                       | Phem Simple Plan                 |            |              |
| 6 de julio       | Werchter                 | Bélgica         | Werchter Festivalpark                  |                                  |            |              |
| 7 de julio       | Arras                    | Francia         | fr                                     |                                  |            |              |
| 9 de julio       | Milán                    | Italia          | it                                     |                                  |            |              |
| 10 de julio      | Nîmes                    | France          | Arênes de Nîmes                        |                                  |            |              |
| 12 de julio      | Barcelona                | España          | Parc del Fòrum                         |                                  |            |              |
| 13 de julio      | Madrid                   | España          | Villaverde District                    |                                  |            |              |
| August 12        | Toronto                  | Canadá          | Scotiabank Arena                       | Simple Plan Girlfriends          | 13,802     | $1,068,795   |
| August 14        | Ottawa                   | Canadá          | Canadian Tire Centre                   | Simple Plan Girlfriends          | 12,459     | $771,233     |
| August 16        | Toronto                  | Canadá          | Budweiser Stage                        | Simple Plan Girlfriends          | 15,686     | $922,897     |
| 17 de agosto     | Saint-Jean-sur-Richelieu | Canadá          | Saint-Jean Airport                     |                                  |            |              |
| 20 de agosto     | Buffalo                  | Estados Unidos  | Darien Lake Amphitheater               | Simple Plan Girlfriends          | 20,322     | $885,240     |
| 21 de agosto     | Hartford                 | Estados Unidos  | Xfinity Theatre                        | Simple Plan Girlfriends          | 21,502     | $846,346     |
| 23 de agosto     | Holmdel                  | Estados Unidos  | PNC Bank Arts Center                   | Simple Plan Girlfriends          | 17,239     | $811,248     |
| 24 de agosto     | Mansfield                | Estados Unidos  | Xfinity Center                         | Simple Plan Girlfriends          | 19,517     | $954,778     |
| 27 de agosto     | Wantagh                  | Estados Unidos  | Jones Beach Theater                    | Simple Plan Girlfriends          | 13,200     | $632,938     |
| 29 de agosto     | Camden                   | Estados Unidos  | Freedom Mortgage Pavilion              | Simple Plan Girlfriends          | 22,047     | $936,503     |
| 31 de agosto     | Bristow                  | Estados Unidos  | Jiffy Lube Live                        | Simple Plan Girlfriends          | 20,461     | $1,034,418   |
| 1 de septiembre  | Charlotte                | Estados Unidos  | PNC Music Pavilion                     | Simple Plan Girlfriends          | 17,615     | $898,729     |
| 3 de septiembre  | Alpharetta               | Estados Unidos  | Ameris Bank Amphitheatre               | Simple Plan Girlfriends          | 11,231     | $540,892     |
| 4 de septiembre  | Nashville                | Estados Unidos  | Ascend Amphitheater                    | Simple Plan Girlfriends          | 6,596      | $357,104     |
| 6 de septiembre  | Cuyahoga                 | Estados Unidos  | Blossom Music Center                   | Simple Plan Girlfriends          | 19,452     | $793,792     |
| 7 de septiembre  | Clarkston                | Estados Unidos  | Pine Knob Music Theatre                | Simple Plan Girlfriends          | 14,673     | $847,498     |
| 9 de septiembre  | Milwaukee                | Estados Unidos  | American Family Insurance Amphitheater | Simple Plan Girlfriends          | 13,520     | $825,096     |
| 10 de septiembre | Chicago                  | Estados Unidos  | Huntington Bank Pavilion               | Simple Plan Girlfriends          | 8,914      | $765,953     |
| 12 de septiembre | Minneapolis              | Estados Unidos  | Minneapolis Armory                     | Simple Plan Girlfriends          | 6,295      | $368,080     |
| 14 de septiembre | Winnipeg                 | Canadá          | Canada Life Centre                     | Simple Plan Fefe Dobson          | 11,811     | $760,246     |
| 16 de septiembre | Edmonton                 | Canadá          | Rogers Place                           | Girlfriends Fefe Dobson          | 13,588     | $895,378     |
| 18 de septiembre | Calgary                  | Canadá          | Scotiabank Saddledome                  | Girlfriends Fefe Dobson          | 12,200     | $961,926     |

| Fecha (2025) | Ciudades         | Países         | Lugar                                                 | Acto de apertura         | Asistencia | Monetización |
| ------------ | ---------------- | -------------- | ----------------------------------------------------- | ------------------------ | ---------- | ------------ |
| 18 de mayo   | Moncton          | Canadá         | Avenir Centre                                         | Fefe Dobson We the Kings | —          | —            |
| 20 de mayo   | Halifax          | Canadá         | Scotiabank Centre                                     | Fefe Dobson We the Kings | —          | —            |
| 24 de mayo   | Boston           | Estados Unidos | Harvard Stadium                                       |                          |            |              |
| 25 de mayo   | Bangor           | Estados Unidos | Maine Savings Amphitheater                            | Simple Plan We the Kings | —          | —            |
| 27 de mayo   | Saratoga Springs | Estados Unidos | Broadview Stage at SPAC                               | Simple Plan We the Kings | —          | —            |
| 28 de mayo   | Syracuse         | Estados Unidos | Empower Federal Credit Union Amphitheater at Lakeview | Simple Plan We the Kings | —          | —            |
| 30 de mayo   | New York City    | Estados Unidos | Madison Square Garden                                 | Simple Plan We the Kings | —          | —            |
| 3 de junio   | London           | Canadá         | Canada Life Place                                     | Fefe Dobson We the Kings | —          | —            |
| 4 de junio   | Niagara Falls    | Canadá         | OLG Stage                                             | Fefe Dobson We the Kings | —          | —            |
| 5 de junio   | Niagara Falls    | Canadá         | OLG Stage                                             | Fefe Dobson We the Kings | —          | —            |
| 7 de junio   | Hershey          | Estados Unidos | Hersheypark Stadium                                   | Simple Plan We the Kings | —          | —            |
| 8 de junio   | Cincinnati       | Estados Unidos | Riverbend Music Center                                | Simple Plan We the Kings | —          | —            |
| 10 de junio  | Noblesville      | Estados Unidos | Ruoff Music Center                                    | Simple Plan We the Kings | —          | —            |
| 12 de junio  | Maryland Heights | Estados Unidos | Hollywood Casino Amphitheatre                         | Simple Plan We the Kings | —          | —            |
| 14 de junio  | Manchester       | Estados Unidos | Great Stage Park                                      |                          |            |              |
| 17 de junio  | Raleigh          | Estados Unidos | Coastal Credit Union Music Park                       | Simple Plan We the Kings | —          | —            |
| 18 de junio  | Charleston       | Estados Unidos | Credit One Stadium                                    | Simple Plan We the Kings | —          | —            |
| 20 de junio  | Tampa            | Estados Unidos | MidFlorida Credit Union Amphitheatre                  | Simple Plan We the Kings | —          | —            |
| 21 de junio  | Hollywood        | Estados Unidos | Hard Rock Live                                        | Simple Plan Fefe Dobson  | —          | —            |
| 23 de junio  | Jacksonville     | Estados Unidos | Daily's Place                                         | Simple Plan Fefe Dobson  | —          | —            |
| 26 de junio  | Burgettstown     | Estados Unidos | The Pavilion at Star Lake                             | Simple Plan We the Kings | —          | —            |
| 27 de junio  | Bethel           | Estados Unidos | Bethel Woods Center for the Arts                      | Simple Plan We the Kings | —          | —            |
| 29 de junio  | Oro-Medonte      | Canadá         | Burl's Creek Event Grounds                            | Simple Plan              | —          | —            |
| Total        | Total            | Total          | Total                                                 | Total                    | 417,073    | $23,226,222  |